# 許松年
許松年（1767年—1827年），字蓉雋，號樂山，為中國清朝武官官員，本籍浙江瑞安。

## 生平
經由武舉加入溫州水師鎮標，後於嘉慶十年（1805年）因海盜蔡牽騷擾臺灣，閩浙總督玉德奏請由許松年護理金門鎮總兵渡臺助剿。時廣東籍的烏石二入福建與朱濆合擾，許松年與李長庚合兵擊敗二人。
嘉慶十一年（1806年）因前任愛新泰出鎮北部擔而署臺灣鎮總兵。同年蔡牽侵擾臺灣府城，由李長庚統帥舟師，許松年陪王得祿乘小船入安平火攻，受槍傷，蔡牽敗走。
嘉慶十二年（1807年）因功實授金門鎮總兵，協剿朱濆（朱濆於兩年後（1809年）傷斃），三年後傷發解任。道光元年（1821年）調任福建水師提督，道光三年（1823年）到臺灣巡視時逢噶瑪蘭料匠林泳春起事，予以平定。道光六年（1827年）李通在臺起事，許松年因此事處置不當遭革職，之後因病呈請回籍。

## 延伸阅读
[在维基数据编辑]
 《清史稿·卷350》，出自趙爾巽《清史稿》